# Hospital Psiquiátrico de La Habana
El Hospital Psiquiátrico de La Habana "Comandante Doctor Eduardo Bernabé Ordaz Ducungé", más conocido como Mazorra (nombre original de la finca sobre la cual se construyó), está ubicado en Boyeros, La Habana, Cuba. Es la principal instalación hospitalaria dedicada al cuidado y tratamiento de pacientes con enfermedades psiquiátricas en la isla. Cuenta con capacidad para más de 2 000 pacientes internos.
En 1857 se fundó el hospital con el nombre de Casa General de Dementes de la Isla de Cuba.
Las condiciones del hospital antes de 1959 han sido documentadas en una serie de fotografías, las cuales han sido utilizadas por el régimen cubano como parte de su propaganda que buscaría justificar, de esta manera, la necesidad de la llamada Revolución cubana. En el Informe Central al Primer Congreso del Partido Comunista de Cuba se señalan las, a juicio del régimen, inhumanas condiciones en que vivían los enfermos allí.
Entre 1959 y 2006, estuvo dirigido por el comandante de la Revolución Dr. Eduardo Bernabé Ordaz Ducungé, "Papá Ordaz" para los pacientes. El Dr. Ordaz dirigió el hospital durante los primeros 47 años de la misma, hasta su fallecimiento, por causas naturales, en 2006. Tras su muerte, el hospital fue nombrado en su honor.
En 2010 murieron varias decenas de enfermos en una ola de frío, según la Iglesia católica, debido al abandono, el mal estado de la instalación, y el robo de alimentos, medicinas y abrigos para ser vendidos en el mercado negro.
La Iglesia pidió una urgente reforma de apertura al sector privado en el emblemático sistema de salud estatal, pues está afectado por la corrupción, la falta de recursos y el mal servicio.
Debe decirse que hoy en día el Hospital Psiquiátrico se encuentra en pésimas condiciones debido a los drásticos recortes del presupuesto de salud en Cuba y la desatención en que se encuentra. 
Actualmente, ocupa un área de 62 hectáreas, donde se despliegan 36 pabellones de hospitalización, laboratorios, parques, instalaciones deportivas y de recreación, salones de terapia ocupacional, áreas docentes, de aseguramiento y administrativas. Dispone de una capacidad de hospitalización de 2.500 camas. Lo cual va a la contra de los avances en metodología de la psiquiatría actual: que exige una atención más descentralizada, domiciliaria, apegada al entorno de origen del paciente y lejos de lo que suponen estos macrorecintos de segregación, aislamiento, exclusión y reconcentración masiva-intensiva; con bajas tasas de integración en la práctica.[cita requerida]